# Liste des épisodes d'American Guns

Ici se trouve la liste des épisodes de l'émission de télé-réalité American Guns diffusés sur Discovery Channel. Elle est centrée sur la famille Wyatt à Gunsmoke Guns (Wheat Ridge, Colorado), qui est spécialisée dans la fabrication d'armes, la vente, la personnalisation et l'instruction.

## Saison 1 (octobre 2011 – décembre 2011)
| Épisode | Titre                                                                                         | Diffusion        |
| --- | --------------------------------------------------------------------------------------------- | ---------------- |
| 1 | Armes de Famille Family Arms                                                                  | 10 octobre 2011  |
| "Gunsmoke" est un magasin d'armes situé au Colorado et dirigé par l'armurier Rich Wyatt. Son équipe est mise au défi de répliquer un "Knuckle Duster" du XIXe siècle à partir d'un solide bloc de métal. Renee s'envole en hélicoptère pour rencontrer un riche éleveur qui veut vendre un lot d'armes à feu mais il veut les vendre pour une somme très élevée. Finalement, les frères et sœurs, Kurt et Paige se verront attribuer un AR15 à celui qui arrivera à vendre le plus d'armes possible à un groupe de motards. |                                                                                               |                  |
| 2 | Tripes et Gloire Guts and Glory                                                               | 17 octobre 2011  |
| Renee est sur le point de faire arrêter Rich au moment où un pasteur arrive et demande un revolver fabriqué sur mesure et le travail passe bien au-dessus du budget. Kurt travaille dure pour prouver qu'il mérite une augmentation. |                                                                                               |                  |
| 3 | Canon à Main/Pisolet Rose Hand Cannon/Pink Pistol                                             | 24 octobre 2011  |
| Renee vend un pistolet 1911 semi-automatique à une femme qui le demande en rose, ce qui met Rich et l'équipe en "rébellion" à cause de la couleur. Rich s'envole pour rencontrer un homme avec une géante collection de fusils et de pistolets mais le propriétaire veut beaucoup d'argent et n'est pas prêt à marchander. L'équipe de Gunsmoke est engagé, par le copain pompier de Rich, pour créer sur mesure un canon à main du XIIe siècle. Rich nomme Jon, à son grand déplaisir, pour prendre l'initiative dans la personnalisation du pistolet rose, provoquant les moqueries des autres armuriers. Comme la construction du canon à main est en cours, Rich se pose des questions sur les capacités de Scott. Une fois terminé, les armuriers essayent le canon à main dans le sous sol du magasin. |                                                                                               |                  |
| 4 | Un fusil pour un blessé de guerre Wounded Vet Rifle                                           | 31 octobre 2011  |
| Un vétéran militaire, blessé à la guerre et maintenant avec des limites physiques, demande à Rich de dessiner et de faire un fusil d'éclaireur personnalisé avec des caractéristiques lui permettant de chasser à nouveau. Rich emmène Kurt sur la vente d'armes classique à un investisseur d'armes à feu. L'équipe de Gunsmoke personnalise un véhicule dans l'esprit de James Bond |                                                                                               |                  |
| 5 | Volley Gun/Commerce de la guerre de sécession Volley Gun/Civil War Trade                      | 7 novembre 2011  |
| L'équipe de Gunsmoke est mise au défi quand une commande est faite pour un volleygun avec poudre noir et tube de 10, , tandis que Rich intransigeant joue avec un collectionneur d'armes à feu des deux guerres mondiales. Il prend alors une chance dans une affaire risquée impliquant un rare fusil henry. |                                                                                               |                  |
| 6 | 1911 en diamant/Shotgun Willy Diamond Anniversary 1911/Shotgun Willy                          | 14 novembre 2011 |
| Rich reçoit en main propre un AR-15 d'un client qui a été autographié par "Oliver North". La boutique fabrique secrètement un pistolet 1911 pour Renee, couvert de diamants, comme cadeau d'anniversaire. Rich visite le château de l'acheteur pour fournir un fusil de chasse sur mesure. |                                                                                               |                  |
| 7 | Boulets de Canon/Un ruger pour un rêve olympique Cannon Balls/Olympic Dream Ruger             | 21 novembre 2011 |
| L'équipe de Gunsmoke est mise au défi de construire un canon de la guerre civile, le seul qui tire des boules de bowling, un jeune espoir pour une médaille olympique demande à Rich de personnaliser un pistolet Ruger de calibre 0,22, et un homme riche est intransigeant en vers Rich sur ce il veut pour ses précieux canons européens. |                                                                                               |                  |
| 8 | Luger de hell's angels/M1 Garand du débarquement Hell's Angels Luger/D-Day M1 Garand          | 28 novembre 2011 |
| L'équipe de Gunsmoke est sur le fil avec une échéance serrée pour terminer de tuner un fusil à long canon dans les temps pour un chasseur qui rêve depuis toujours d'obtenir un trophée en Alaska. Rich achète deux armes à feu de collection: une M1 Garand qui a été utilisé lors de l'invasion de la Normandie pendant la Seconde Guerre mondiale, et un pistolet qui a été présenté dans les années 1930 dans le film "Hell Angels" qui a été produit et réalisé par Howard Hughes. |                                                                                               |                  |
| 9 | Yellow Boy The Winchester. - La fête des Pompiers Winchester Yellow Boy/Firefighter Thank You | 12 décembre 2011 |
| Renée et sa fille Paige ont tout prévu pour accueillir un événement très spécial pour les pompiers locaux en leur fournissant une quantité massive d'armes à feu. L'équipe à Gunsmoke se fait embaucher par un homme pour recréer une reproduction authentique d'un fusil Winchester 1866 Boy jaune. |                                                                                               |                  |
| 10 | Barrett personnalisé/Colt Walker Custom Barrett/Colt Walker                                   | 19 décembre 2011 |
| Kurt prend la tête de la personnalisation d'un client. Une carabine de calibre 50 (basé sur une McMillan TAC-50 ). Rich et Bob examinent deux Colts très rares. Les armuriers affrontent l'équipe de vente pour voir qui est le meilleur tireur. |                                                                                               |                  |

## Saison 2 (avril 2012 – septembre 2012)
| Épisode | Titre                                                                            | Diffusion        |
| --- | -------------------------------------------------------------------------------- | ---------------- |
| 1 | Punt Gun/Black Hawk Down 1911                                                    | 25 avril 2012    |
| L'équipage construit un grand Punt Gun avec un canon de 2,4 m de long. Dans la présentation, le client tire sur un avion RC. Rich fait un pistolet M1911 pour un vétéran de l'armée. Il échange également un pistolet en souvenirs d'Elvis. Il appelle à une aide spéciale pour livrer et pour tester un 1911 pour une armée de vétérans de la 10e Division de montagne. |                                                                                  |                  |
| 2 | Fusil à Zombie/Lance Roquettes Zombie Gun/Rocket Launcher                        | 2 mai 2012       |
| Les esprits s'échauffent à Gunsmoke quand l'armurier Scott prend les devants et gère l'équipe, car ils construisent une arme pour les Zombie de Apocalypse basée sur une mesure d'un Henry Mare's legs. Rich, Kurt et Paige vole vers la maison d'un client pour tester le feu d'un lance roquettes de l'époque de la guerre du Vietnam.                                 |                                                                                  |                  |
| 3 | Le pistolet d'avalanche/AR10 Lance Grenades Avalanche Gun/AR-10 Grenade Launcher | 9 mai 2012       |
| L'équipe de Gunsmoke, conduit une fois de plus par Scott, construit une énorme fusil à deux canons interchangeables pour un calibre 50 et une balle de 20 mm servant à déclencher les avalanches. une tireuse commande un AR-10 avec un lance-grenades pour le ramener à la ligue des pistolets pour femmes.                                                             |                                                                                  |                  |
| 4 | Mortier/Springfiled Trapdoor Axe Mortar Gun/Springfield Trapdoor                 | 16 mai 2012      |
| L'équipe de Gunsmoke crée un hybride inspiré historiquement d'un canon de mortier. Un client reçoit une surprise supplémentaire avec sa "trapdoor Springfield" pour remplacer son arme d'enfance perdue. Les Wyatts s'envolent vers la maison du pilote de NASCAR "Regan Smith" pour un accord sur un pistolet.                                                          |                                                                                  |                  |
| 5 | Le Tommy Gun Tommy Gun, 20 Pound 50 Cal                                          | 23 mai 2012      |
| Un client commande une arme personnalisée Tommy à utiliser dans ses fusillades des années 1920, sur le thème de la concurrence. Pendant ce temps, un chasseur passionné demandes un léger calibre 50. |                                                                                  |                  |
| 6 | Nock Gun/Reptile Rifle                                                           | 6 juin 2012      |
| Un ancien combattant de la Marine commande une arme Nock. Pendant ce temps, un tueur d'alligator de Floride commande un fusil assez puissant pour faire tomber les alligators. Plus tard, Rich et Kurt rencontrent un concepteur d'armes pour l'achat d'un arsenal de mesure.                                                                                            |                                                                                  |                  |
| 7 | Young Cowboy Action Shooter's Winchester                                         | 13 juin 2012     |
| Un jeune, Cowboy, demande à Gunsmoke de lui créer une carabine Winchester de compétition et défis Jon à une fusillade. Pendant ce temps, Paige aide un sauveteur d'animaux exotique pour un S & W MP personnalisé. |                                                                                  |                  |
| 8 | Double Barrel Cannon, His and Hers Revolvers                                     | 27 juin 2012     |
| L'équipe Gunsmoke crée canon double barillet du style de la guerre civile qui est beaucoup plus sûr que son prototype historique. Rich et Renee aident un couple à devenir plus à l'aise avec leurs revolvers correspondant. Scott et Brian ont une compétition amicale.                                                                                                 |                                                                                  |                  |
| 9 | Lapua Sniper Rifle/Machine Gun Cache                                             | 11 juillet 2012  |
| L'équipe Gunsmoke font un fusil sniper 338 Lapua Magnum pour le service de police local et de la révision d'un fusil de chasse Remington provenant d'un héritage. Rich et Renee négocient et testent différents types de mitrailleuses d'une valeur de 100 000 $. |                                                                                  |                  |
| 10 | Helicopter Machine Gun, BMX Challenge                                            | 18 juillet 2012  |
| L'équipe de Gunsmoke font un canon pour un nouveau hélicoptère M-16 en tant que nouvelle entreprise et reconstruit un 44 Magnum pour un Britannique expatrié. Un groupe de cascadeurs professionnels sur BMX mettent Rich au défi pour certains 1911 |                                                                                  |                  |
| 11 | Motorcycle Shotgun                                                               | 25 juillet 2012  |
| L'équipe de Gunsmoke construit un fusil de chasse pour un pompier à la retraite de New York qui a servi pendant les attentats du 11 septembre 2001. Ils personnalisent un 1911 pour un client de l'Armée de l'air à la retraite qui a vu la force dans sa main diminuer après un accident.                                                                               |                                                                                  |                  |
| 12 | Bull Rider Gun, Texas Ranger Cache                                               | 1er août 2012    |
| L'équipe de Gunsmoke construit,pour un professionnel du rodeo, un pistolet plus portable. Un enseignant commande un Garand M1 pour honorer son grand-père qui a combattu à Iwo Jima. Rich évalue une cache d'armes d'un Ranger du Texas et des articles-souvenirs d'une valeur de plus d'un demi-million de dollars.                                                     |                                                                                  |                  |
| 13 | Winchester Truck Gun, Ducks Guns                                                 | 8 août 2012      |
| L'équipe de Gunsmoke modifie une Winchester dans le parfait truck gun qui est fonctionnel avec des caractéristiques de sécurité et les dessins d'une portée particulière sur un FN 5.7 pour un concurrent de tir. Kurt est sous la pression, il doit graver des armes à feu pour un événement de charité.                                                                |                                                                                  |                  |
| 14 | Wyatt Earp Buntine Special, S&W Pitch                                            | 22 août 2012     |
| Une personne âgée vient chez Gunsmoke dans le but d'obtenir une réplique faite d'un spécial Buntline, la même arme utilisée par "Wyatt Earp". Puis Rich et Renee vont au siège social Smith et Wesson pour faire le plus gros contrat de l'histoire de Gunsmoke. |                                                                                  |                  |
| 15 | Howdah Pistol; Superbowl Champ Rifle                                             | 29 août 2012     |
| L'équipe de Gunsmoke recréer un pistolet Howdah 1883. Les armuriers Jon et Doug ont un pari amical - le gagnant présente le fusil personnalisé à un champion du Super Bowl. Les esprits s'échauffent quand Kurt annonce qu'il veut quitter Gunsmoke pour aller dans une école de gravure en Italie.                                                                      |                                                                                  |                  |
| 16 | Sturgis S&W; 1898 Krag-Jorgensen                                                 | 5 septembre 2012 |
| L'équipe de Gunsmoke personnalise un fusil 1898 Krag-Jorgensen. Le frère de Rich du club de moto veut une Smith & Wesson 686 plus personnalisée pour le rallye de Sturgis. Kurt est en désaccord avec Rich quant à savoir s'il peut aller à l'école de gravure. |                                                                                  |                  |